# K3b
K3b は、CD及びDVDのオーサリングができる自由ソフトウェアである。LinuxなどUnix系のオペレーティングシステム上のKDE環境で動作する。Sebastian Trüg と Christian Kvasny が開発した。
ファイルの集合から、GUIを用いてデータや音楽CDを作成することができる。また、ディスクをまるごと複製することもできる。プログラムには多くのパラメータがあり、上級者にはカスタマイズの楽しみがある。実際のCD書き込み動作にはコマンドラインユーティリティであるcdrtoolsや、 cdrdao及びgrowisofs(dvd+rw-toolsのユーティリティ)もしくはそれとの互換性がある、cdrkitを利用している。
MPEG動画ファイルからビデオCDやDVDを作成するには、他にGNU VCDImagerが必要である。